# Breguet 16
El Breguet 16 fue un bombardero biplano, producido en Francia hacia el final de la Primera Guerra Mundial.

## Diseño y desarrollo
El diseño del Breguet 16 era esencialmente una versión sobreescalada del muy exitoso modelo 14 de Breguet (un biplano configurado convencionalmente con alas de misma envergadura, dos vanos y sin decalaje). Las pruebas en 1918 fueron prometedoras, y se planeó la producción en masa en 1919 por parte de varios constructores franceses, bajo licencia de Breguet. Estos planes fueron abandonados tras el Armisticio, pero se recuperó una producción limitada a principios de los años 20, cuando la Fuerza Aérea Francesa comenzó un programa de modernización.

## Historia operacional
En servicio, el monomotor Breguet 16 fue usado para reemplazar a los obsoletos bimotores Farman F.50 en la tarea del bombardeo nocturno, designado como Bre.16 Bn.2. Algunos de los 200 aviones construidos fueron desplegados a Siria y Marruecos, y Breguet también se las arregló para vender algunos ejemplares a las ramas aéreas militares de China y Checoslovaquia. Un único ejemplar fue adquirido por la Fuerza Aérea Portuguesa en 1924 para participar en el Raid Lisboa-Macao, un vuelo tentativo entre Portugal y Macao, pero el intento fracasó, resultando destruido el avión en un aterrizaje forzoso en la India.

## Variantes
Bre.16 Bn.2
Versión de bombardeo nocturno.

## Operadores
Checoslovaquia
- Fuerza Aérea del Ejército de la República Checa

 República de China
- Fuerza Aérea de la República de China

 Francia
- Fuerza Aérea Francesa

 Portugal
- Fuerza Aérea Portuguesa[3]

## Especificaciones

### Características generales
- Tripulación: Dos (piloto y observador)
- Longitud: 9,6 m (31,3 ft)
- Envergadura: 17 m (55,6 ft)
- Altura: 3,3 m (10,9 ft)
- Superficie alar: 75,5 m² (812,7 ft²)
- Peso vacío: 1265 kg (2788,1 lb)
- Peso cargado: 2200 kg (4848,8 lb)
- Planta motriz: 1× motor lineal V12 refrigerado por líquido Renault 12Fe.
  - Potencia: 224 kW (309 HP; 305 CV)

### Rendimiento
- Velocidad máxima operativa (Vno): 160 km/h (99 MPH; 86 kt)
- Alcance: 900 km (486 nmi; 559 mi)
- Techo de vuelo: 4600 m (15 092 ft)

### Armamento
- Ametralladoras: 

  - 1x Lewis de 7,7 mm flexible en la cabina del observador
- Bombas: Hasta 550 kg

## Aeronaves relacionadas

### Desarrollos relacionados
- Breguet 14

### Secuencias de designación
- Secuencia Numérica (interna de Breguet): ← 11 - 12 - 14 - 16 - 17 - 19 - 20 →